# 罗波镇
罗波镇，是中华人民共和国广西壮族自治区南宁市武鸣区下辖的一个乡镇级行政单位。
该镇主要种植花生、玉米、甘蔗等农作物，其中以黑甘蔗最为突出。

## 行政区划
罗波镇下辖以下地区：
罗波社区、凤林村、旧陆斡村、暮定村、板欧村、联新村、石梁村、梁彭村、布凌村、天马村、西边村、尚黄村、四陈村和坛李村。